# Señorío de Meath
El señorío de Meath fue una extensa seigniorial liberty en la Irlanda medieval que fue otorgado a Hugh de Lacy por Enrique II de Inglaterra por el servicio de cincuenta caballeros y con autoridad casi real. El señorío comprendía aproximadamente el territorio del reino medieval de Meath. En su momento de mayor extensión, incluía los actuales condados de Fingal, Meath (del que toma su nombre), y Westmeath así como partes de los condados de Cavan, Kildare, Longford, Louth y Offaly. El señorío o feudo contaba con privilegios no disfrutados en ninguna otra liberty irlandesa, incluyendo los cuatro descargos reales de arson, forestalling, violación, y tesoro trove.

## Contexto
Tras la invasión normanda, Enrique II visitó Irlanda en 1171 para establecer su autoridad tanto sobre los aventureros normandos como sobre los nativos irlandeses. No obstante, no consiguió poner el país bajo un control centralizado. Enrique solo reclamó el título de Señor Irlanda, que pasó a su hijo, Juan sin Tierra. Él y sus sucesores se mantendrían como Señores de Irlanda hasta el siglo XVI. En lugar de crear un gobierno central, la política real fue promover el desarrollo de señoríos individuales. Como objetivo secundario, Enrique intentó romper el poder de Richard de Clare, conde de Pembroke (conocido como Strongbow) y dividir a los Geraldines. Se vio incapaz de limitar las ambiciones de sus súbditos, pero trató de evitar que ningún noble pudiera construir una base de poder suficiente como para poner en riesgo su propio reino. Por tanto, repartió cargos y tierras entre sus hombres. Siguiendo este plan, mantuvo los puertos importantes (Waterford, Cork y Dublín) en poder real, así como una franja costera en Wicklow. Reemplazó a Maurice Fitzgerald como "Guardián de Dublín" por Hervey de Clare, señor de Montmorency que era cuñado de Fitzgerald y tío de Strongbow. Montmorency también asumió el control de las fuerzas de Strongbow de manos de Raymond le Gros que fue enviado a Gales por el Rey, junto con otro de los invasores de los primeros momentos –Miles de Cogan. En marzo de 1172, el Rey concedió el señorío de Meath a Hugh de Lacy por servicio de cincuenta caballeros. Igualmente, entregó el Úlster a John de Courcy "si lo podía conquistar." Los castillos,  eran indispensable para dominar el área del señorío.

## Concesión a de Lacy
La concesión de Meath no fue aceptada por Tighearnán Ó Ruairc, Rey de Bréifne, que gobernaba el territorio en la época. Tras una confrontación en la colina de Ward a comienzos de 1172, Ó Ruairc murió y de Lacy asumió el control.
Enrique prefirió a Hugh de Lacy sobre Strongbow para los cargos de Justicia y de Condestable del Castillo de Dublín. La concesión fue concedida como premio por su gran labor como alguacil real. De Lacy escogió a los barones Robert Fitz-Stephen, Maurice Fitzgerald, Meiler Fitzhenry y Miles FitzDavid para defender la ciudad. Esto les mantuvo apartados de Strongbow. El 17 de abril de 1172, Enrique partió de Irlanda para nunca volver. Hugh también regresó a Inglaterra a finales de 1172 y pasó gran parte del año siguiente luchando en Francia. Fue enviado nuevamente a Irlanda como procurador general en 1177, tras la muerte de Richard de Clare. Se le confirmó la concesión de Meath, ampliada con Offelana, Offaly, Kildare, y Wicklow. Esto convirtió a Hugh en el dueño de la mayor parte del reino de Leinster, además del Reino de Meath, con la excepción de la ciudad de Dublín y los principados sureños de Ossory y Hy-Kinsellagh (en irlandés: Uí Ceinnselaig ), en el actual Wexford.
En 1181, fue relevado de sus funciones por haberse casado con Rose Ní Conchobair, la hija de Ruaidrí Ua Conchobair, Rey de Connaught sin permiso de Enrique. Al año siguiente fue rehabilitado en sus cargos.
Tras la muerte de Hugh en 1186, el señorío pasó, después de un periodo de guardianía, a su hijo, Walter. Una carta de 1191 muestra a Walter ejerciendo sus cargos en Meath. Como Señor de Irlanda, Juan I privó a de Lacy de Meath en 1192. Esta acción fue revocada por su hermano Ricardo I a su regreso de la Tercera Cruzada en 1194.
Por patente de Juan, Rey de Inglaterra, la baronía preceptiva fue concedida a Walter de Lacy y sus herederos a perpetuidad en 1208. La concesión describe el ámbito de responsabilidad administrativa, y los límites de los poderes delegados:
Walter de Lacy se casó con Margaret de Braose, hija de William de Braose, Señor de Bramber y Maud de Braose. William, Maud y su hijo William fueron declarados traidores a la corona por el rey. Maud y su hijo huyeron a Irlanda bajo la protección de su hija Margaret. En 1210, fueron obligados nuevamente a huir, pero fueron aprehendidos en la costa de Antrim. Encarcelados en la mazmorra del castillo de Corfe, Dorset, se les dejó morir de hambre. Como castigo por haber acogido a traidores en su castillo, las propiedades de Walter de Lacy fueron confiscadas por la Corona. En 1215, Walter y Margaret habían recuperado el favor real y Walter pudo recuperar las propiedades que le habían sido arrebatadas. Margaret y Walter tuvieron al menos siete niños, entre los que se incluía Gilbert de Lacy, que falleció antes que su padre el 25 de diciembre de 1230. El patrimonio de Walter en Irlanda e Inglaterra pasó a manos de las hijas de Gilbert, Margery y Maud.

### Poblamientos c. 1200

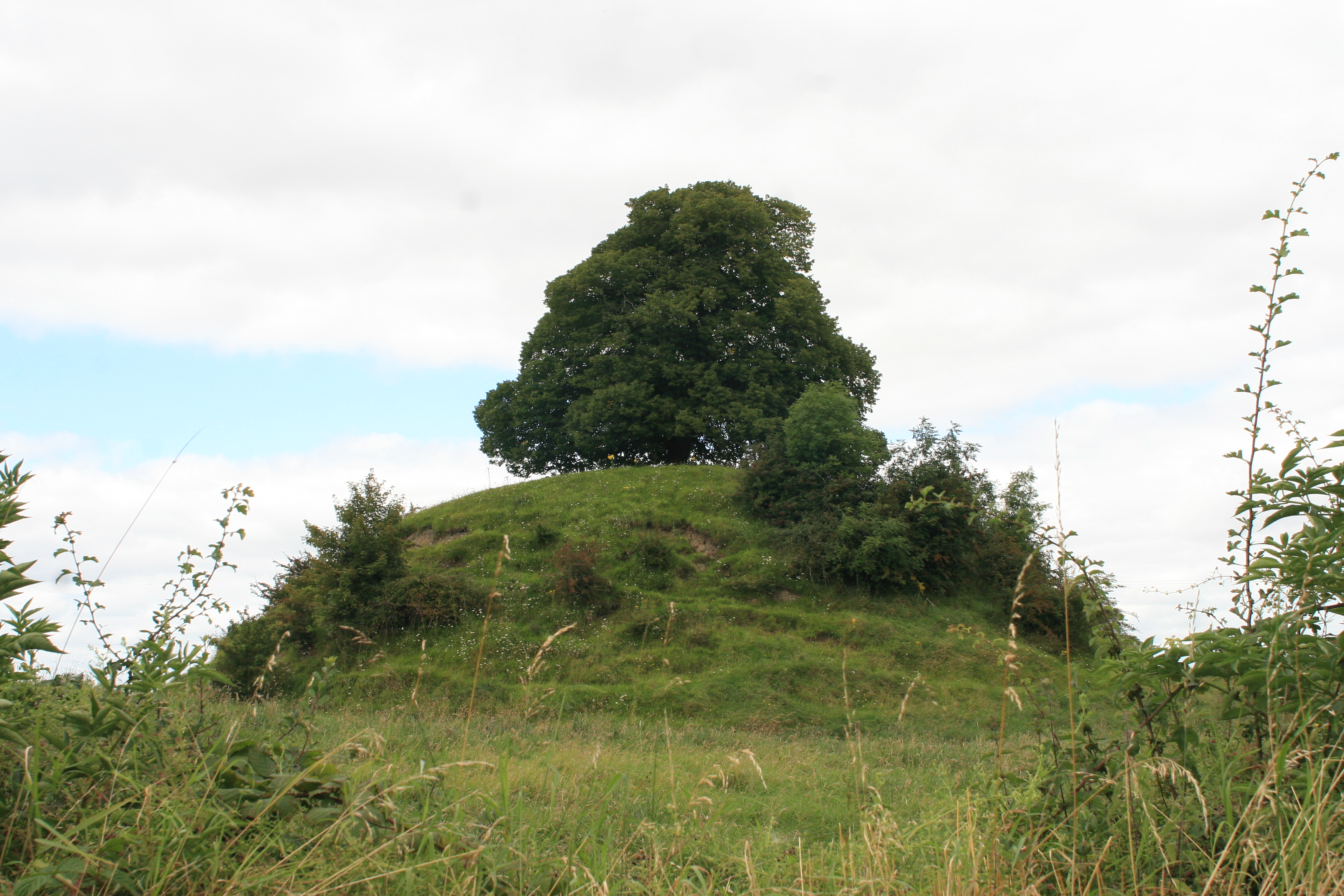
Mota castral construida por Hugh de Lacy en Clonard, Co Meath.

Enrique II concedió a Hugh de Lacy "la tierra de Meath en tal medida como Murchadh...o cualquiera antes o después que él la tuviera". Según estos términos, el poder de Lacy era igual al del rey, con la única reserva de que el rey podía disponer de las tierras de la iglesia en cualquier lugar. Una persona con esta jurisdicción era conocido como conde y el territorio sobre el que gobernaba recibió el nombre de condado. Como conde palatino, de Lacy creó sus propios barones feudales, mantenidos directamente por él in capite. Sus vasallos eran generalmente llamados "Barones de De Lacy ".
Conocido como un gran constructor de castillos, hacia 1200, de Lacy tenía asentamientos por todo su señorío, bien directamente, bien a través de sus barones. Junto con su hijo Walter (1180-1240), construyó los castillos de Trim y Kilkea. En algún momento después de 1196, Walter, concedió "la tierra entera de Rathtowth" a su hermano más joven, Hugh. Esta subdivisión, llamada Baronía de Ratoath, fue quizás el primer caso del uso del término baronía en Irlanda para referirse a una división de un condado.
Según La Canción de Dermot y el Conde (un poema en francés normando del siglo XII), el territorio pudo haberse dividido entre los siguientes barones:
- En Fingal: Hugh Tyrrel, que obtuvo la baronía de Castleknock con centro en Castleknock.
- En Louth: el castillo y burgo de Drogheda (gobernado por él).
- En el Condado de Meath.

- Gilbert de Angulo (o Gilbert de Nangle), que sería Barón de Navan y obtuvo la baronía de Morgallion. Su hijo Jocelin también obtuvo Navan. Su fortaleza principal era Nobber.
- Adam de Feypo (o Adam de Phepoe), que obtuvo Skreen por diploma.
- Hugh de Hose (o sir Hugh Hussey Kt.), que sería Barón de Galtrim con castillos en Galtrim y Derrypatrick (entre Trim y Dunshaughlin).
- Adam Dullard (o Adam Dollard) con fortaleza en Dollardstown (entre Slane y Navan).
- Gilbert de Nugent, Barón de Delvin y posteriormente Conde de Westmeath cuya fortaleza era en Nugentstown, al sur de Kells.
- William le Petit; que obtuvo Castlebrack, Magherdernon y Rathkenny;
- Otros castillos estaban situados en Kells, Slane, Duleek, Athboy y Clonard.
- El condado también contenía burgos en Kells, Skreen, Trim, Ratoath y Greenogue (en Broadmeadow).

- En el Condado de Westmeath.

- Risteárd de Tiúit, que recibió la Baronía de Moyashel centrado en Dysart, Mullingar y Rathconel (de oeste a este).
- Robert de Lacy, que obtuvo Rathwire.
- Geoffrey de Constantine, que recibió 'tierra buena y fina' cerca de Rathconrath y Kilbixy (cerca de Lough Iron).
- Meiler Fitz Henry, que obtuvo Ardnorcher o Horseleap (en la frontera de Offaly).
- Existieron otros castillos en Fore (cerca de Lough Lene), Delvin, Ballymore (cerca de laColina de Uisneach), Killare.

- En el condado de Offaly: el castillo en Durrow.
- En el condado de Longford: Risteárd de Tiúit construyó Granard Motte. Una de las mayorescastillos de mota en Irlanda.
- Otros barones mencionados en "La Canción de Dermot y el Conde", sin nombrar sus fortalezas son William de Misset, Gilbert FitzThomas, Hussey, Thomas Fleming y Richard de Lachapelle.

## División del señorío
A la muerte de Walter, el II señor de Meath, el señorío se dividió entre sus nietas; la parte occidental fue otorgada a Margery mientras la parte oriental, centrado en Trim, fue otorgada a Maud.

### Meath Occidental
La parte occidental pasó al marido de Margery, John de Verdun (circa 1226-21 de octubre de 1274) por matrimonio en algún momento antes de 1244.  Era hijo de Theobald le Botiller, Botellero Jefe de Irlanda y su segunda esposa, Rohese de Verdun (circa 1204-10 de febrero de 1247). Los de Verdun ya poseían importantes propiedades en el actual condado de Louth. El abuelo de Rohese, Bertram de Verdun, formó parte de la primera expedición de Juan a Irlanda. Tras la repentina muerte de su marido, Margery regresó a sus tierras y ordenó la construcción del Castillo Roche. Su hijo John completó el trabajo en 1236. Fueron padres de Nicholas (circa 1244), John (circa 1246), Theobald (circa 1248), William (circa 1250), Thomas (circa 1252) y Agnes (circa 1254).
Theobald fue creado señor de Verdun y también llevó el título hereditario de Condestable de Irlanda. Se casó con Margery de Bohun, hija de Sir Humphrey de Bohun y Eleanor de Braose, antes del 6 de noviembre de 1276. Murió el 24 de agosto de 1309 en Alton, Staffordshire. Tuvieron un hijo, también llamado Theobald (8 sep 1278-27 jul 1316). El II señor de Verdun no tuvo herederos varones. En 1317, los herederos de Lacy, que poseían Rathwire fueron derrotados y exiliados por Roger Mortimer, con el que estaban emparentados por matrimonio. Esto llevó a la  reunificación del señorío.

### Meath Oriental
Cuando Maud se casó por segunda vez, los señoríos de Trim y Ludlow pasaron a su marido, Geoffrey de Geneville, I barón Geneville por derecho de matrimonio. Enrique III de Inglaterra concedió a Geoffrey y Maud, y a sus herederos el derecho a la tierra de Meath que había tenido su abuelo, según diploma de 8 de agosto de 1252. El 18 de septiembre de 1254, el rey les concedió todas las libertades y derechos de aduana que había poseído su abuelo, permitiéndoles emitir sus propios writs en Meath según la ley y costumbre de Irlanda. El 21 de septiembre de 1252, tuvieron librea de Trim Castle y una parcela de cuarenta marcates de tierras como herencia. Hicieron de Trim Castle su residencia principal. Maud y Geoffrey gobernaron conjuntamente y dotarían posteriormente a Dore Abbey.
Tuvieron descendencia: Geoffrey (m. 1283), Piers (m. 1292) y Joan (m. 1287). Geoffrey, habiendo sobrevivido a sus hijos, legó sus propiedades a su nieta, Joan, la hija de su primogénito, Piers. Joan le sucedió suo jure como baronesa Geneville el 21 de octubre de 1314. Se casó con Roger Mortimer, Conde de la Marca. A mediados de noviembre de 1308, cuándo Mortimer recibió el señorío del abuelo de Joan, acababa de alcanzar la mayoría de edad. En seis de los siguientes doce años (1308-09, 1310-13, 1315, 1317-18, 1319-20), Roger residió en Irlanda, estableciendo su señorío contra los parientes de su mujer, los de Lacys de Rathwire. En noviembre de 1316,  fue nombrado Lord Teniente de Irlanda. Tras su rebelión contra Eduardo II de Inglaterra en 1321-22, todas sus tierras en Inglaterra e Irlanda fueron confiscadas. No obstante, el Rey fue forzado a abdicar el 24 de enero de 1327 dejando el gobierno en las manos de la Reina Isabella y de Mortimer que actuaron como regentes de Eduardo que contaba catorce años en aquel momento. Por las manos de Mortimer pasaron ricas propiedades y lucrativos cargos. En septiembre de 1328 fue creado Conde de la Marca, obteniendo la custodia de la mitad occidental de Meath durante la minoría de edad de las herederas de Verdun, con estatus de liberty. Esto restableció el Señorío de Meath,
Este situación duró hasta octubre de 1330 cuándo Eduardo III comenzó a liberarse de sus tutores. Mortimer e Isabella fueron capturados en Nottingham Castle. Mortimer fue acusado de usurpar el poder real y de otras fechorías, condenado sin pruebas y ahorcado ignominiosamente en Tyburn el 29 de noviembre de 1330. Una vez más, sus vastas propiedades fueron confiscadas por la corona. La viuda de Mortimer fue perdonada en 1336 y moriría en 1356. Fue enterrada junto a Mortimer en Wigmore Abbey.

## Lista de Señores
- Hugh de Lacy, señor de Meath.
- Walter de Lacy, señor de Meath. El hijo de Walter, Gilbert de Lacy, murió antes que su padre. Gilbert estuvo casado con Isabel Bigod y  tuvieron dos hijas que heredaron conjuntamente el patrimonio de su abuelo. El señorío fue dividido entre ellas; el oeste fue entregado a Margery mientras que el este, con centro en Trim, fue otorgado a Maud de Lacy.

### Lista de señores de Trim
- Geoffrey de Geneville, I barón Geneville por derecho de su matrimonio con Maud.
- Roger Mortimer, conde de la Marca, por su matrimonio con Joan de Geneville, II baronesa Geneville, y nieta del I barón Geneville. Fue acusado de usurpar el poder real y ejecutado en 1330. Es probable que sus títulos irlandeses desaparecieran a su muerte. Su nieto Roger Mortimer, II conde de March recuperó sus propiedades inglesas y títulos. A la muerte de su abuela, Joan de Geneville, también recuperó sus propiedades, tanto en Inglaterra como en Irlanda. No obstante, se desconoce si el señorío de Meath fue también restaurado.

### Lista de señores de Meath Occidental
- John de Verdun, por derecho de matrimonio con Margery.
- Theobald, señor de Verdun.
- Theobald, II señor de Verdun, hijo del anterior. Al no tener herederos varones, el territorio fue anexionado al señorío original de Meath.